# Ellips (syntax)
Ellips är en stilfigur och syntaktisk konstruktion som innebär att ett eller flera ord utelämnas därför att de ändå förstås av sammanhanget. Ellips är ett grepp som utnyttjas i språket för att undvika pleonasm och upprepning.

## Exempel
- Det enklaste sättet att skapa ett litet kapital är att börja med ett stort.
  - Jämför "Det enklaste sättet att skapa ett litet kapital är att börja med ett stort kapital."
- "Vem såg du vid kiosken?" – "Vid kiosken? Ida."
  - Jämför "Vem såg jag vid kiosken? Vid kiosken såg jag Ida."
- Han litade på henne och hon på honom.
  - Jämför "Han litade på henne och hon litade på honom."

De anförda exemplen illustrerar de tre mest typiska syntaktiska kontexterna där ellips kan förväntas.
Formrika språk ger stort utrymme åt ellips. Jämför latinets Ex ungue leonem, som på svenska knappast kan återges kortare än "På klon (känns) lejonet (igen)".